# Paul Alexander Nolan
Paul Alexander Nolan (Rouleau, 1979) è un attore canadese, noto soprattutto come interprete di musical a Broadway.

## Biografia
Paul Alexander Nolan ha cominciato a recitare sulle scene nel 2000, quando è apparso nella prima canadese di Mamma Mia! in scena a Toronto. Successivamente ha recitato nei musical Romancin' the One I Love (2000), Robin Hood - The Merry Family Musical (2002), Cinderella (2003) e nel 2006 ha ottenuto il suo primo ruolo importante quando ha interpretato Cristo in Jesus Christ Superstar in scena a Calgary. Nel 2007 ha iniziato a collaborare con il Stratford Festival Canada, il più importante festival teatrale del Canada, recitando in Re Lear (2007), Oklahoma! (2007), Cabaret (2008), Cyrano de Bergerac (2009) e West Side Story nel ruolo del protagonista Tony (2009). Successivamente ha continuato a recitare a Stratford nei classici shakespeariani Come vi piace (2010) e Racconto d'inverno (2011).
Nel 2012 ha fatto il suo debutto a Broadway in Jesus Christ Superstar, in cui interpretò nuovamente l'eponimo protagonista. Da allora Nolan ha recitato frequentemente a Broadway, dove è tornato a recitare già nel 2013 nel ruolo del protagonista del musical Once, seguito nel 2015 dal flop Doctor Zhivago al Broadway Theatre. Nel 2015 ha recitato nel musical Bright Star al Kennedy Center di Washington e l'anno successivo è tornato a recitare nel musical a Broadway; per la sua interpretazione nel ruolo di Jimmy Ray Dobbs Nolan ha ottenuto una candidatura al Drama Desk Award al miglior attore non protagonista in un musical. Sempre nel 2016 ha interpretato il protagonista Henry Higgins in My Fair Lady a Sag Harbor e nello stesso anno è tornato a Broadway per interpretare il Billy Flynn nel musical Chicago. Successivamente ha recitato a Broadway in Escape to Margaritaville (2018), Slave Play (2019) e Parade (2023).
È sposato con Keely Hutton.

## Filmografia

### Cinema
- College femminile (The Hairy Bird), regia di Sarah Kernochan (1998)

### Televisione
- Madam Secretary – serie TV, episodio 5x04 (2018)
- Instinct – serie TV, episodio 2x01 (2019)
- The Code – serie TV, episodio 1x12 (2019)
- Hudson & Rex – serie TV, episodio 3x08 (2021)
- The Gilded Age – serie TV, episodi 3x02-3x05-3x06 (2025)